# Raphy Manjaly
Raphy Manjaly (Vendore, 7 febbraio 1958) è un arcivescovo cattolico indiano, dal 12 novembre 2020 arcivescovo metropolita di Agra.

## Biografia
È nato il 7 febbraio 1958 a Vendore, un villaggio del distretto di Thrissur nello stato del Kerala.

### Formazione e ministero sacerdotale
Ha ricevuto la sua istruzione primaria presso la St. Francis Xavier School di Vander e ha completato la scuola superiore dalla Thyagarajar High School di Alagappanagar. È entrato nel seminario minore St. Lawrence di Agra nel 1973, completandolo nel 1975; successivamente è entrato nel seminario regionale St. Joseph di Allahabad e ha completato gli studi di filosofia e teologia nel 1983; è stato ordinato presbitero l'11 maggio dello stesso anno presso la chiesa di St Mary, una chiesa cattolica siro-malabarese nell'arcieparchia di Trichur a Vendore. Ha conseguito la laurea e post-laurea presso l'università di Agra ed il dottorato in spiritualità presso la Pontificia università "San Tommaso d'Aquino" di Roma.
Dal 1984 al 1990 è stato rettore del seminario minore St. Lawrence di Agra; mentre dal 1999 al 2005 del seminario regionale St. Joseph di Allahabad.

### Ministero episcopale
Il 24 febbraio 2007 papa Benedetto XVI lo ha nominato vescovo di Varanasi; succedette a Patrick Paul D'Souza, ritiratosi per raggiunti limiti d'età. Ha ricevuto l'ordinazione episcopale il 2 febbraio 2019 dal nunzio apostolico in India Pedro López Quintana, co-consacranti l'arcivescovo metropolita di Bombay Oswald Gracias e il vescovo emerito di Varanasi Patrick Paul D'Souza. 
Il 17 ottobre 2013 papa Francesco lo ha nominato vescovo di Allahabad; succedette a Isidore Fernandes, ritiratosi per raggiunti limiti d'età; si insediò il 3 dicembre successivo.
Il 16 settembre 2011 e il 13 settembre 2019 è stato ricevuto in udienza papale durante la visita ad limina insieme agli altri vescovi indiani.
L'8 luglio 2020 è stato nominato membro del Pontificio Consiglio per il Dialogo Interreligioso, mentre il 12 novembre successivo papa Francesco lo ha promosso arcivescovo metropolita di Agra; è succeduto a Albert D'Souza, ritiratosi per raggiunti limiti d'età. Ha preso possesso dell'arcidiocesi il 7 gennaio 2021.

## Genealogia episcopale e successione apostolica
La genealogia episcopale è:
- Cardinale Scipione Rebiba
- Cardinale Giulio Antonio Santori
- Cardinale Girolamo Bernerio, O.P.
- Arcivescovo Galeazzo Sanvitale
- Cardinale Ludovico Ludovisi
- Cardinale Luigi Caetani
- Cardinale Ulderico Carpegna
- Cardinale Paluzzo Paluzzi Altieri degli Albertoni
- Papa Benedetto XIII
- Papa Benedetto XIV
- Papa Clemente XIII
- Cardinale Enrico Benedetto Stuart
- Papa Leone XII
- Cardinale Chiarissimo Falconieri Mellini
- Cardinale Camillo Di Pietro
- Cardinale Mieczysław Halka Ledóchowski
- Cardinale Jan Maurycy Paweł Puzyna de Kosielsko
- Arcivescovo Józef Bilczewski
- Arcivescovo Bolesław Twardowski
- Arcivescovo Eugeniusz Baziak
- Papa Giovanni Paolo II
- Arcivescovo Pedro López Quintana
- Arcivescovo Raphy Manjaly

La successione apostolica è:
- Vescovo Wilfred Gregory Moras (2024)
- Vescovo John Carvalho (2025)